# 67853 Iwamura
67853 Iwamura este un asteroid din centura principală de asteroizi.

## Descriere
67853 Iwamura este un asteroid din centura principală de asteroizi. A fost descoperit pe 22 noiembrie 2000 la Kuma Kogen de Akimasa Nakamura. Asteroidul prezintă o orbită caracterizată de o semiaxă mare de 2,37 ua, o excentricitate de 0,17 și o înclinație de 5,5° în raport cu ecliptica.